# Xochistlahuaca
Xochistlahuaca est une ville dans la municipalité de Xochistlahuaca, dans l'état de Guerrero, au sud-ouest du Mexique.